# Alphonsine Phlix

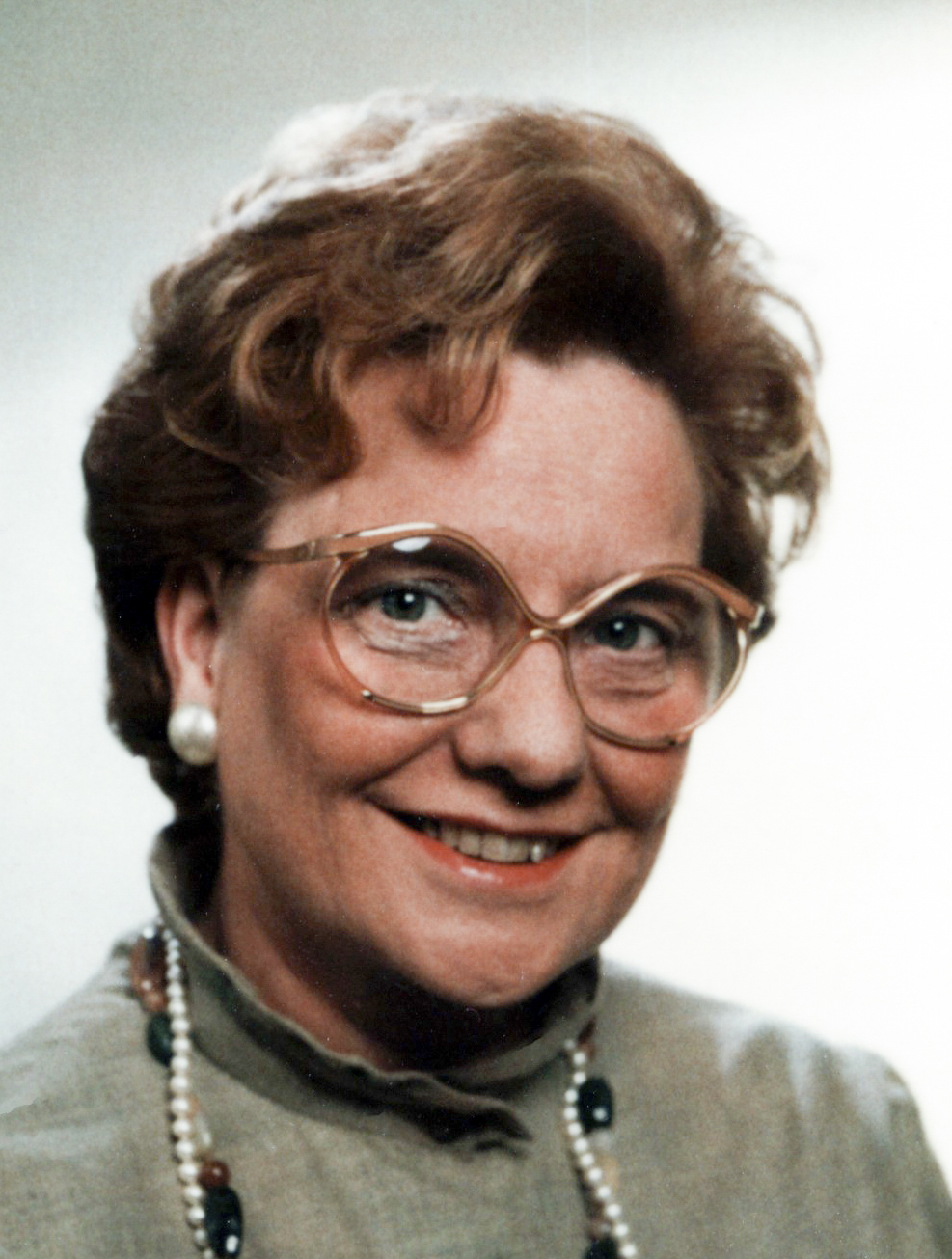
Alphonsine Phlix

Alphonsine Phlix (Hasselt, 19 september 1928 - 21 december 2011) was een Belgisch politica voor de CVP.

## Levensloop
Phlix werd beroepshalve personeelschef bij Interelectra en was tevens lid van de raad van bestuur van de omroep BRTN.
Ze werd politiek actief voor de CVP en was voor deze partij gemeenteraadslid van Hasselt. Bovendien zetelde ze van 1981 tot 1984 in opvolging van Leo Tindemans in het Europees Parlement.